# Issa Cissokho
Issa Cissokho, né le 23 février 1985 à Paris, est un footballeur international sénégalais jouant au poste d'arrière latéral droit avec le club de L’AFC BLOIS en Régional 3.

## Biographie

### Débuts
D'origine sénégalaise, il est le grand frère d'Aly Cissokho. Il fait ses débuts professionnels à 17 ans à Louhans-Cuiseaux en National en 2003. Il signe ensuite un contrat stagiaire de deux ans à Guingamp suivi d'une année professionnelle où il ne joue qu'avec l'équipe réserve. 
En 2006, il signe à l'US Orléans en CFA puis s'engage à Blois, d'où il est originaire. En 2008, il est repéré par l'USJA Carquefou avec qui il monte en CFA. 

### Carrière en club

#### FC Nantes (2010-2015)
En juin 2010, il signe un contrat amateur avec le FC Nantes. Il dispute son premier match de Ligue 2 face à Châteauroux le 8 avril 2011 à la suite des blessures de Quentin Othon et Damien Tixier. 
Le 22 avril 2011, il marque son premier but en Ligue 2 face à Nîmes. Il signe un contrat de deux ans jusqu'en juin 2013 avec le FC Nantes le 19 mai 2011. En septembre 2012, il prolonge son contrat pour trois saisons jusqu'en juin 2016.

#### Genoa CFC (2015-2016)
Le 20 juillet 2015, il quitte la Loire-Atlantique en échange de 500 000€ pour aller découvrir le championnat italien avec le Genoa où il paraphe un contrat de 3 ans, il y retrouve Serge Gakpé. Après une bonne préparation estivale et avoir participé à tous les matchs amicaux, il commence le championnat par sept titularisations avant de disparaitre du onze de départ et doit alors se contenter d'entrées en jeu. Le portugais Diogo Figueiras et l'italien Armando Izzo lui sont notamment préférés.

#### FC Bari (2016-2017)
Très peu utilisé, il rejoint en prêt avec option d'achat le FC Bari 1908 en janvier 2016, club de Serie B, qui vise la montée en Serie A.

#### Angers SCO (2017)
Peu satisfait de sa situation et de son faible temps de jeu, Cissokho est prêté le 31 janvier 2017 jusqu'à la fin de la saison 2016-2017 au  Angers SCO par le Genoa. Il marque contre son camp le seul but du match lors de la finale de Coupe de France contre le PSG.

#### Amiens SC (2017-2018)
Voulant se relancer en France, il signe pour une saison chez le promu amiénois. Il est laissé sans contrat à la fin de la saison.

#### Maccabi Petah-Tikva (2018-2019)
Sans contrat après son départ d'Amiens SC, il s'exile en Israël où il marquera un but.

#### SO Cholet  (2020-2021)
Cherchant à se relancer à 35 ans, il rejoint le championnat national avec le SO Cholet

#### LLOSC (depuis 2021)
Âgé de 36 ans, il fait le choix de rejoindre le club amateur du Landreau-Loroux-Olympique-Sporting-Club qui évolue en R3. Il rejoint également l'organigramme sportif afin d'amener son expérience.
AFC Blois ( Depuis 2024)
Un choix de cœur, de retourner jouer au football dans le quartier à Blois Là où son club évolue en R3 , là où il a grandi, et de terminer la boucle d’un parcours de joueurs, de football professionnel. Il apportera son expérience et son vécu au sein du club. 

### Sélection
Il est convoqué pour la première fois en sélection nationale du Sénégal le 31 juillet 2013, en compagnie de son coéquipier Papy Djilobodji, alors tous deux au FC Nantes, dans le cadre d'un match amical face à la Zambie.

## Statistiques
| Saison                | Club                  | Championnat           | Championnat | Championnat | Coupe nationale | Coupe nationale | Coupe de la Ligue | Coupe de la Ligue | Supercoupe | Supercoupe | Compétition(s) continentale(s) | Compétition(s) continentale(s) | Compétition(s) continentale(s) | Sénégal | Sénégal | Total | Total |
| Saison                | Club                  | Division              | M.          | B.          | M.              | B.              | M.                | B.                | M.         | B.         | Comp.                          | M.                             | B.                             | M.      | B.      | M.    | B.    |
| 2010-2011             | FC Nantes             | Ligue 2               | 9           | 1           | -               | -               | -                 | -                 | -          | -          | -                              | -                              | -                              | -       | -       | 9     | 1     |
| 2011-2012             | FC Nantes             | Ligue 2               | 23          | 0           | 4               | 0               | -                 | -                 | -          | -          | -                              | -                              | -                              | -       | -       | 27    | 0     |
| 2012-2013             | FC Nantes             | Ligue 2               | 35          | 1           | 3               | 0               | -                 | -                 | -          | -          | -                              | -                              | -                              | -       | -       | 38    | 1     |
| 2013-2014             | FC Nantes             | Ligue 1               | 35          | 0           | 4               | 0               | -                 | -                 | -          | -          | -                              | -                              | -                              | 4       | 0       | 43    | 0     |
| 2014-2015             | FC Nantes             | Ligue 1               | 33          | 0           | 4               | 0               | -                 | -                 | -          | -          | -                              | -                              | -                              | -       | -       | 37    | 0     |
| Sous-total            | Sous-total            | Sous-total            | 135         | 2           | 15              | 0               | -                 | -                 | -          | -          | -                              | -                              | -                              | 4       | 0       | 154   | 2     |
| 2015-2016             | Genoa CFC             | Serie A               | 13          | 0           | -               | -               | -                 | -                 | -          | -          | -                              | -                              | -                              | 1       | 0       | 14    | 0     |
| Sous-total            | Sous-total            | Sous-total            | 13          | 0           | -               | -               | -                 | -                 | -          | -          | -                              | -                              | -                              | 1       | 0       | 14    | 0     |
| 2016                  | FC Bari (prêt)        | Serie B               | 5           | 0           | -               | -               | -                 | -                 | -          | -          | -                              | -                              | -                              | -       | -       | 5     | 0     |
| Sous-total            | Sous-total            | Sous-total            | 5           | 0           | -               | -               | -                 | -                 | -          | -          | -                              | -                              | -                              | -       | -       | 5     | 0     |
| 2017                  | Angers SCO (prêt)     | Ligue 1               | 13          | 0           | 2               | 0               | -                 | -                 | -          | -          | -                              | -                              | -                              | -       | -       | 15    | 0     |
| Sous-total            | Sous-total            | Sous-total            | 13          | 0           | 2               | 0               | -                 | -                 | -          | -          | -                              | -                              | -                              | -       | -       | 15    | 0     |
| 2017-2018             | Amiens SC             | Ligue 1               | 19          | 0           | 3               | 0               | -                 | -                 | -          | -          | -                              | -                              | -                              | -       | -       | 22    | 0     |
| Sous-total            | Sous-total            | Sous-total            | 19          | 0           | 3               | 0               | -                 | -                 | -          | -          | -                              | -                              | -                              | -       | -       | 22    | 0     |
| Total sur la carrière | Total sur la carrière | Total sur la carrière | 222         | 2           | 18              | 0               | -                 | -                 | -          | -          | -                              | -                              | -                              | 5       | 0       | 245   | 2     |

### Affaire judiciaire
Le 10 mars 2025, Issa Cissokho est condamné à six mois de prison avec sursis pour abandon de famille pour le non-paiement des pensions alimentaires à son ex-compagne. Le tribunal correctionnel de Nantes lui a également infligé, une obligation de travailler et de payer sa dette.